# 姚勇戰
姚勇戰（1970年—）上海出生，後移居香港，現居美國明尼蘇達州。曾在上海參與八九學運，姚勇戰為香港出版人姚文田之子。
八九學運期間就讀復旦大學經濟系，是上海高校自治聯合會常委，曾在上海積極參與推動學運。1989年6月11日在上海虹橋機場正準備離境時被上海市公安局拘捕，同年7月21日被上海市檢察院以「反革命宣傳煽動罪」關押，在香港政府多方斡旋之下於1990年獲釋，是六四事件中唯一被囚的香港學生。
獲釋後他一度到美國留學。1994年曾參選區議會選舉，不過落選。1996年再次赴美定居。